# Laurent Noël
Laurent Noël (Saint-Just-de-Bretenières, 19 maart 1920 – Quebec, 2 juli 2022) was een Canadees bisschop van de Rooms-Katholieke Kerk.

## Biografie
Noël werd in 1944 tot priester gewijd. In 1963 werd hij tot bisschop gewijd. Door paus Paulus VI werd hij tot hulpbisschop benoemd van het bisdom Quebec. Van 1974 tot 1975 was hij apostolisch administrator van het bisdom Hauterive. Tussen 1975 en 1996 was hij bisschop van het bisdom Trois-Rivières. Datzelfde jaar ging hij met emeritaat.
Hij werd 102 jaar oud.
- International Standard Name Identifier: 0000 0000 7570 6965
- Virtual International Authority File: 103961664
- WorldCat: E39PBJtxkXM3rmPpQYvydhrrMP